# Бубино
Бу́бино (болг. Бубино) — село в Хасковській області Болгарії. Входить до складу общини Івайловград.

## Населення
За даними перепису населення 2011 року у селі проживали 9 осіб, з них 8 осіб (88,9%) — турки.
Розподіл населення за віком у 2011 році:
Динаміка населення: